# الكونغو للطيران
الكونغو للطيران هي شركة طيران، والناقل الوطني لجمهورية الكونغو الديمقراطية، تتخد من مطار ندجيلي مركزاً لعملياتها.
قامت الشركة بأول رحلة طيران لها في 10 أكتوبر 2015

## الأسطول
اعتباراً من أكتوبر 2017، يتكون أسطول الكونغو للطيران من الطائرات التالية:
| الطائرات         | في الخدمة | طلبيات |
| ---------------- | --------- | ------ |
| إيرباص إيه 320   | 2         |        |
| بومباردييه داش 8 | 2         |        |
| المجموع          | 4         |        |

## الوجهات
| المطار  | الوجهات                                                                         |
| ------- | ------------------------------------------------------------------------------- |
| كينشاسا | لوبومباشي، كيسانغاني، جيمينا، كيندو، مبانداكا، غوما، كانانغا، إسيرو، مبوجي مايي |